# Johann Bernhard Schlegel
Johann Bernhard Schlegel (* 2. März 1827 in Belsen, Mössingen; † 1. Mai 1859 in Keta, Ghana) war ein deutscher evangelischer Missionar.

## Leben und Wirken
Nach einer Schneiderlehre zog Johann Bernhard Schlegel von Mössingen in die Schweiz nach Basel und arbeitete dort weiter in seinem erlernten Handwerk. Einige Zeit verbrachte er als Knabenerzieher in Korntal. 1847 wurde er in das Missionshaus der Basler Mission aufgenommen und dort in den folgenden sechs Jahren zum Missionar ausgebildet. 1853 wurde er an die Norddeutsche Mission in Bremen überwiesen, die ihn nach Vervollkommnung seiner Englischkenntnisse im Dezember 1853 als Missionar nach Ghana entsandte. Sein Missionsposten dort war die Stadt Keta. Sehr schnell arbeitete er sich in die Ewe-Sprache ein und übersetzte die vier Evangelien in diese Sprache. Außerdem erarbeitete er einen 1857 veröffentlichten Schlüssel der Ewe-Sprache, der neben einer Grammatik von ihm in seinem Missionsgebiet gesammelte Sprichwörter und Fabeln enthält. Mit seiner Gesundheit war es allerdings nicht zum Besten bestellt. Nur wenige Monate nach seiner am 3. Dezember 1858 erfolgten Hochzeit mit Lydia Stöcklin aus Basel starb Schlegel am 1. Mai 1859 in Keta im Alter von nur 32 Jahren.
Im Mössinger Stadtteil Belsen ist eine Straße nach Bernhard Schlegel benannt.

## Schriften
- Schlüssel zur Ewe-Sprache, dargeboten in den grammatischen Grundzügen des Anglo-Dialekts derselben, mit Wörtersammlung nebst einer Sammlung von Sprüchwörtern und einigen Fabeln der Eingebornen. Valett, Stuttgart/Bremen 1857.
- Nya nyuie h'akpãle ene : le wegbe me [The four Gospels in the Ewe-language]. Steinkopf, Stuttgart 1861 (von Johannes Merz revidierte Ausgabe 1874).